# معبد مرنبتاح الجنائزي

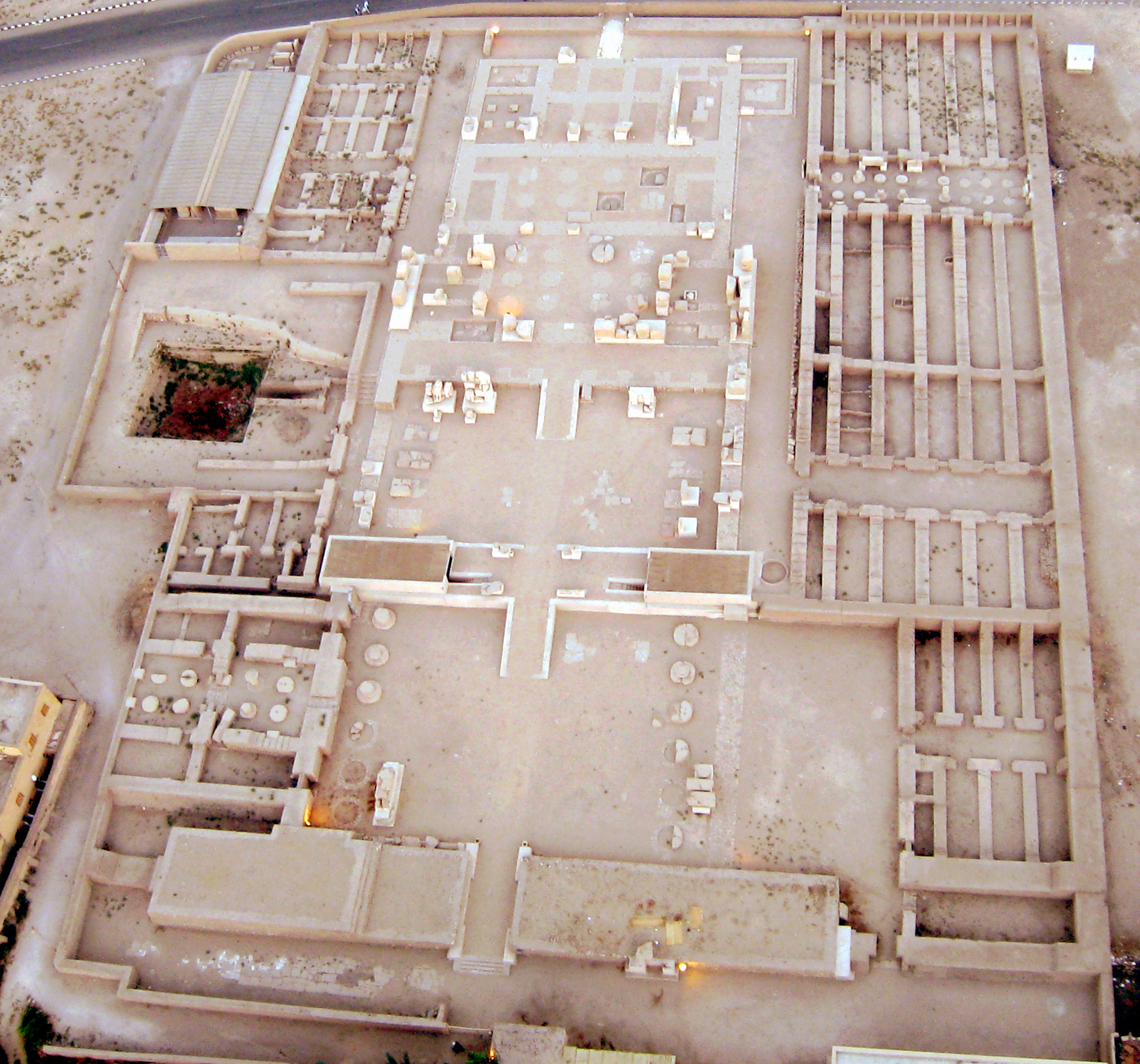
منظر لمعبد مرنبتاح الجنائزي

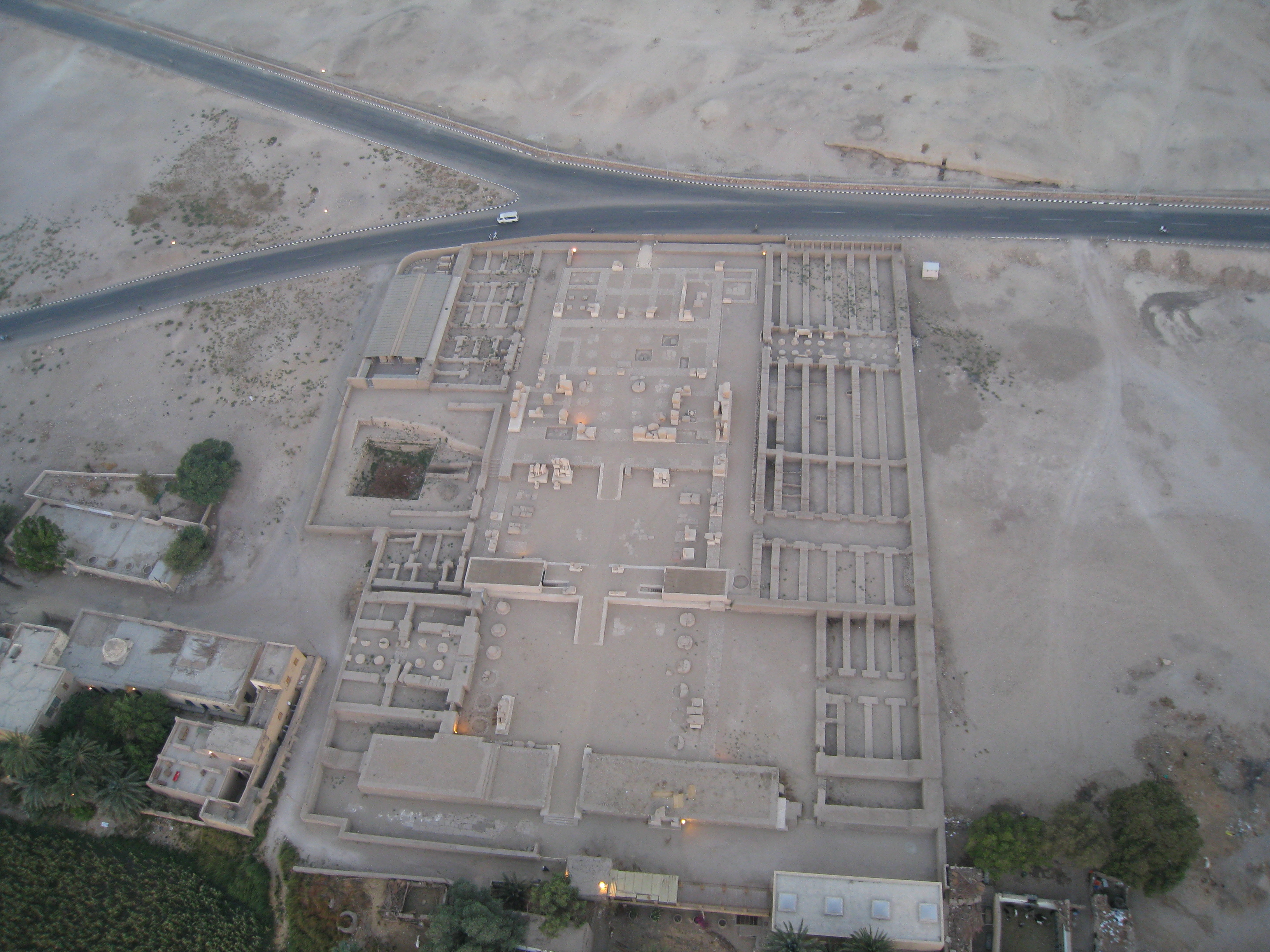
معبد مرنبتاح

معبد مرنبتاح الجنائزي، هو من المعابد الجنائزية التي كانت تبنى للأموات في مصر القديمة، يقع هذا المعبد خلف معبد الملك امنحوتب الثالث مباشرة، وهو مدمر تماما. ويعتبر هذا المعبد متحف مكشوف له سحره يستطيع فيه المرء ان يتبع التخطيط الاصلى للمعبد. يختلف هذا المعبد عن المعابد الجنائزية الأخرى، ليس في عمارته وانما في نحته، ولكن الملك مرنبتاح قام دون استحياء بأخذ قطع كثيرة من من معبد الملك امنحوتب الثالث المجاور ونقش اسمه عليها.

## اهمية المعبد

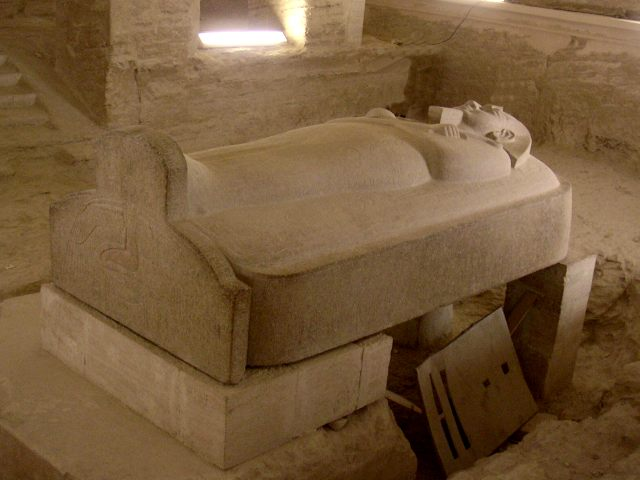
تابوت حجري لمرنبتاح بمقبرته بوادي الملوك.

ترجع اهمية هذا المعبد إلى اللوحة الشهيرة التي اكتشفت بداخله عام 1896 على يد عالم المصريات الأنجليزى فليندرز بيتراي، وتعد الأولى من نوعها في التاريخ المصري القديم حيث كانت المرة الأولى التي تذكر فيها كلمة (إسرائيل) لفظيا، سجل فيها الملك مرنبتاح انتصاراته على أرض كنعان وإسرائيل واكمل انتصارات ابيه الملك رمسيس الثانى، اللوحة في الأصل كانت للملك أمنحتب الثالث ولكن لأسباب غير معروفة أستخدمها الملك مرنبتاح لتسجيل انتصاراته، أشهر عبارة في هذه اللوحة هي "اسرئيل ضائعة، وبذرتها لا تنمو"، اللوحة الآن معروضة بالمتحف المصري.

## التخطيط
تخطيط المعبد مثل باقى المعابد الجنائزية يتكون من طريق الوادى ثم صرح أول، ثم فناء مكشوف ثم صرح ثانى ثم صالة اعمدة اولى ثم صالة اعمدة ثانية ثم قدس اقداس بجانب الحجرات الجانبية.
الصرح الأول لا يتبقى منه إلا طبقات قليلة ونقش وجه الصرح من الخارج بمناظر للملك مرنبتاح والاله آمون. اما عن الفناء الأول فكان يوجد على يمين وشمال الداخل صفة من الاعمدة على شكل زهرة البردى، كان يوجد تماثيل للملك مرنبتاح في هذا الفناء على الجانب الشمالى. اما عن صالة الاعمدة الصغرى تتكون من اثنى عشر عمودا والثانية ثمانية اعمدة ثم يلى ذلك قدس الاقداس كما يوجد العديد من الحجرات الجانبية المبنية من الطوب اللبن.

## مقالات ذات صلة
- مرنبتاح
- مدينة طيبة الجنائزية
- أسرة مصرية تاسعة عشر